# Hemichromis guttatus
Hemichromis guttatus és una espècie de peix de la família dels cíclids i de l'ordre dels perciformes.

## Morfologia
Els mascles poden assolir els 12 cm de longitud total.

## Distribució geogràfica
Es troba a Àfrica: rius costaners des de l'oest de la Costa d'Ivori fins al Camerun. També fou introduït l'any 1970 a Villach (Àustria).